# Одноріжка Тельма
«Одноріжка Тельма» — американський анімаційний музичний комедійний фільм 2024 року, написаний Джаредом і Джерушою Гессами та знятий Джаредом Гессом і Лінн Вонг (у режисерському дебюті Ванга). Оснований на однойменній серії дитячих книжок Аарона Блейбі, головну роль у фільмі зняли Бріттані Говард, а також озвучили Вілл Форте, Джемейн Клемент, Еді Паттерсон, Фред Армісен, Зак Галіфіанакіс, Джон Хедер і Шондрелла Евері. Фільм знаменує собою акторський дебют Говарда.
«Одноріжка Тельма» вийшов на Netflix 17 травня 2024 року та був спродюсований Netflix Animation. Фільм отримав загалом схвальні відгуки критиків.

## Сюжет
Тельма — маленька фермерська поні, яка мріє стати відомим музикантом разом зі своїми товаришами по гурту — осликом Отісом і ламою Реджі, які утворюють групу під назвою The Rusty Buckets. Після приниження себе на прослуховуванні, яке гарантувало б їм місце на співочому шоу-кейс-заході SparklePalooza, незграбний водій вантажівки випадково обливає Тельму, яка носила моркву на лобі, блиском і рожевою фарбою, надаючи їй вигляд єдинорога. Її зовнішність приваблює невеликий натовп на її ферму, і вона користується цією можливістю, щоб заспівати перед ними. Незважаючи на заперечення Отіса щодо брехні людям на користь того, щоб виглядати як справжні, Тельма вирішує залишатися при цьому.
Сліпа дилерка звукозаписів на пенсії Пеггі Первіс, почувши The Rusty Buckets по телевізору, вирішує зробити їх своєю новою атракцією. Незабаром Тельма привертає увагу зарозумілого менеджера на ім'я Вік Даймонд, який працює на зарозумілу співачку Ніккі Нарвал. Вік зв'язується з Пеггі та після деякого викручування рук переконує її зробити Тельму першою атракцією на новому концерті Ніккі. Пеггі неохоче погоджується, і коли вони йдуть на побачення з Віком, останній використовує ракету, щоб знищити лімузин з Пеггі, її чоловіком Джеральдом, Отісом і Реджі, а він і Тельма йдуть далі без них.
На шоу Ніккі, коли її друзі не встигають, Тельма змушена співати сольно, де вона отримує овації від натовпу. Вік змушує її підписати контракт, щоб зробити його її менеджером, що також дозволяє йому залишити Ніккі. Обурена тим, що її поставили на другий план, Ніккі намагається напасти на Тельму, але її освистують глядачі, що призводить до різкого падіння її слави. На вулиці, проходячи крізь натовп шанувальників, Тельма зустрічає Отіса, і вони сперечаються про відсутність його та решти її друзів на шоу. Тельма розкриває свій секрет Віку, але він не звертає уваги, стверджуючи, що зробити фасад — єдиний спосіб досягти успіху в індустрії. Вік переконує Тельму вдавати, що вона зустрічається з інтернет-зіркою Денні Сталліоном, щоб збільшити свою славу. Тим часом Ніккі наказує своїй помічниці Меган Шенк знайти трохи бруду на Тельмі, щоб зіпсувати її імідж.
Зрештою Віку вдається забронювати для Тельми місце на SparklePalooza. Однак під час церемонії нагородження, яку відвідує Тельма, Меган, виявивши, що її «ріг» розв'язується, стикається з Тельмою у ванній, змиває її маскування єдинорога та погрожує розкрити її обман, якщо вона назавжди не піде з музичного бізнесу. Тельма неохоче погоджується і йде, в результаті чого її визнають зниклою безвісти. Через два тижні Тельма їде автостопом з водієм, який спровокував її переодягнутися в єдинорога, і розповідає, що він приховував таємницю від своєї дівчини, оскільки відчуває, що вона не прийме його таким, яким він є. Натхненна Тельма каже водієві висадити її на заправці, де вона знову зустрічається зі своїми друзями.
Бажаючи все виправити, Тельма та її друзі йдуть до SparklePalooza саме тоді, коли Ніккі збирається йти далі. Уникнувши Ніккі та Меган, Тельма надягає образ єдинорога та відкриває своє справжнє обличчя, стерши свою маску. Хоча спочатку обурений, натовп незабаром приймає Тельму такою, якою вона є, коли вона та її друзі грають пісню про те, щоб прийняти себе. Зворушена її грою, реформована Ніккі відкидає і Меган, і Віка як своїх клієнтів.
Через деякий час Тельма та її друзі все ще займаються музичним бізнесом, тепер уклавши Пеггі угоду про звукозапис. Раптом приїжджає водій і випадково змочує Отіса білою фарбою та пір'ям, надаючи йому вигляд пегаса, що змушує Тельму розсміятися.

## Озвучка
- Бріттані Говард у ролі Тельми, мініатюрної поні, намальованої так, що вона нагадує єдинорога
- Вілл Форте в ролі Отіса, осла і найкращого друга Тельми
- Джемейн Клемент — Вік Даймонд, агент талантів
- Еді Паттерсон у ролі Меган Шенк, агента-конкурента з талантами, яка є помічницею Ніккі
- Фред Армісен у ролі Денні Сталіона, коня-жеребця
- Зак Галіфіанакіс у ролі Красті далекобійника
- Джон Хедер — Реджі, лама
- Шондрелла Евері в ролі Цирконію[1]
- Еллі Діксон у ролі Ніккі Нарвал, знаменитої розпещеної, але злісної нарвалки
- Барака Мей як співочий голос Ніккі Нарвал у ролі, яка не вказана
- Маліака Мітчелл — Пеггі Первіс, сліпа літня дилерка звукозаписів
- Джаред Гесс — Джеральд
- Ноель Холсінгер у ролі Сьюзі, найбільшої прихильниці Тельми

## Виробництво
У червні 2019 року було оголошено, що Netflix придбав права на екранізацію дитячої книги Аарона Блейбі «Єдиноріг Тельма» після тендерної війни та розробляє анімаційну музичну адаптацію. Його режисерами будуть Джаред Гесс (який написав сценарій разом зі своєю дружиною Джерушою) і Лінн Вонг, а Блейбі буде виконавчим продюсером разом із Патріком Хьюзом. У квітні 2023 року було оголошено продюсером фільму Пем Коутс. Mikros Animation надала анімацію.
У січні 2024 року Бріттані Говард, Вілл Форте, Джемейн Клемент, Еді Паттерсон, Фред Армісен, Зак Галіфіанакіс, Джон Хедер, Маліака Мітчелл і Еллі Діксон були оголошені частиною акторського складу. Це друга співпраця між Хедером і Гессом після «Наполеона Динаміту» (2004) і однойменного мультсеріалу 2012 року.

## Музика
Кавер Бріттані Говард на пісню «Are You Gonna Go My Way» Ленні Кравіца звучить у фільмі, але не включено в саундтрек.
Крім того, «Hold On, I'm Comin'» Sam & Dave, перезапис «Conga» Глорії Естефан, «Diamond Girl» Nice & Wild, «After Midnight» Чаппелла Роана, «Dance Across The Floor» Джиммі Хорна, «Shake Your Pants» від Cameo, «Hollywood Swinging» від Kool & the Gang, «Bodyshakin'» 911, «Dancing To The Beat» Кларенса Мюррея, «Slam» Onyx, «Jump into the Fire» Гаррі Нільссона та «The Hardest Part of Breaking Up» і «Right Where It Counts» Джеффа МакКолліста ", також звучать у фільмі, але не включені в альбом саундтреків.
Не дивлячись на те, що Барака Мей не була вказана в озвучці фільму як співочий голос Ніккі Нарвал, вона записала оригінальну пісню «Blubber Trouble» як для фільму, так і для його саундтреку.